# Камені мані

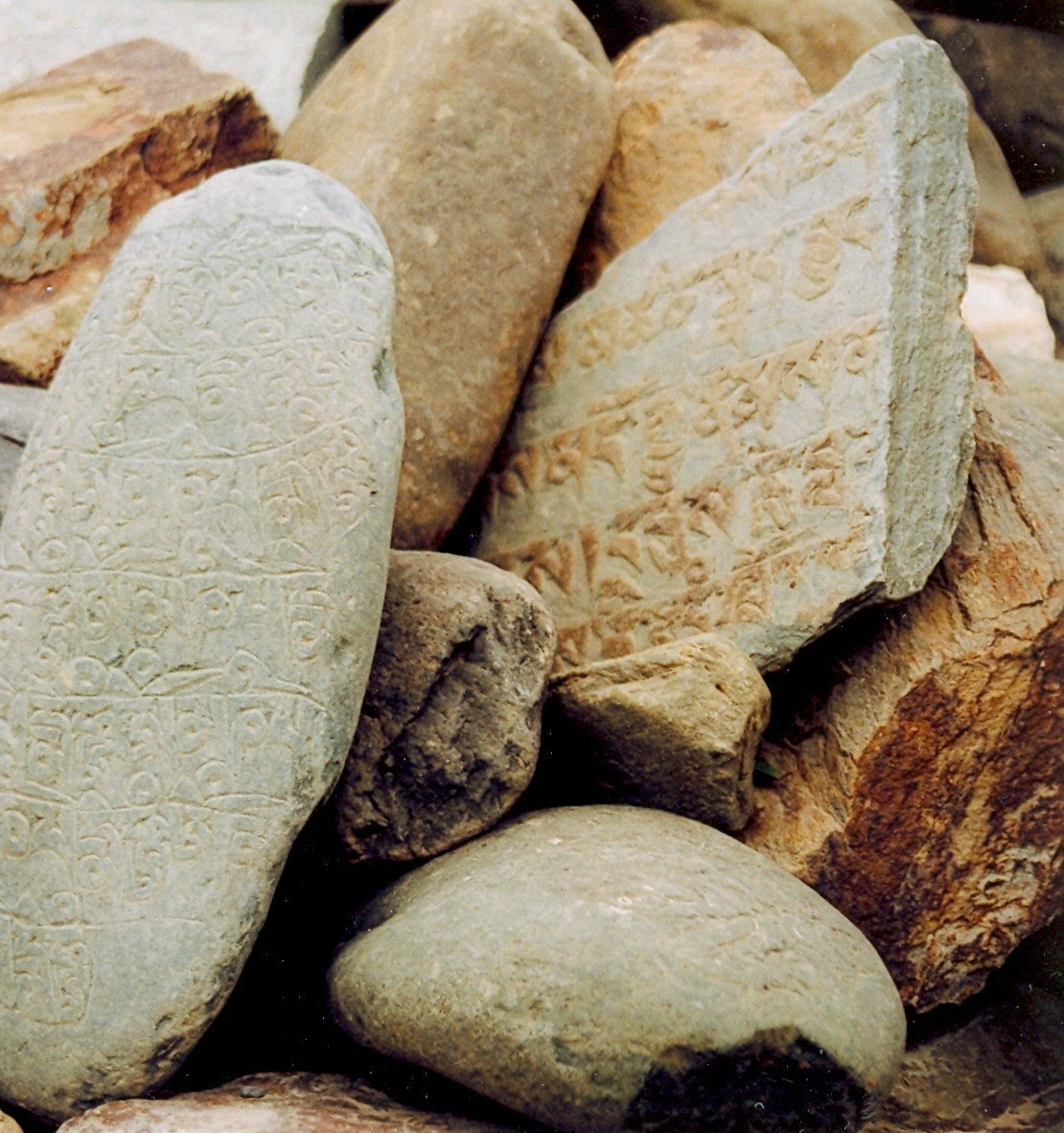
Різьблені камені Мані - в Ладакх, Джамму і Кашмір, Індія

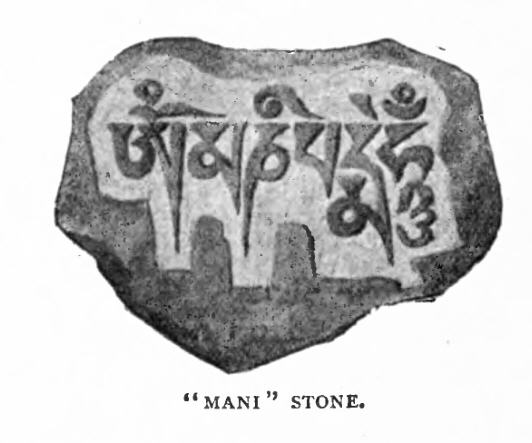
Камінь мані, Тибет.

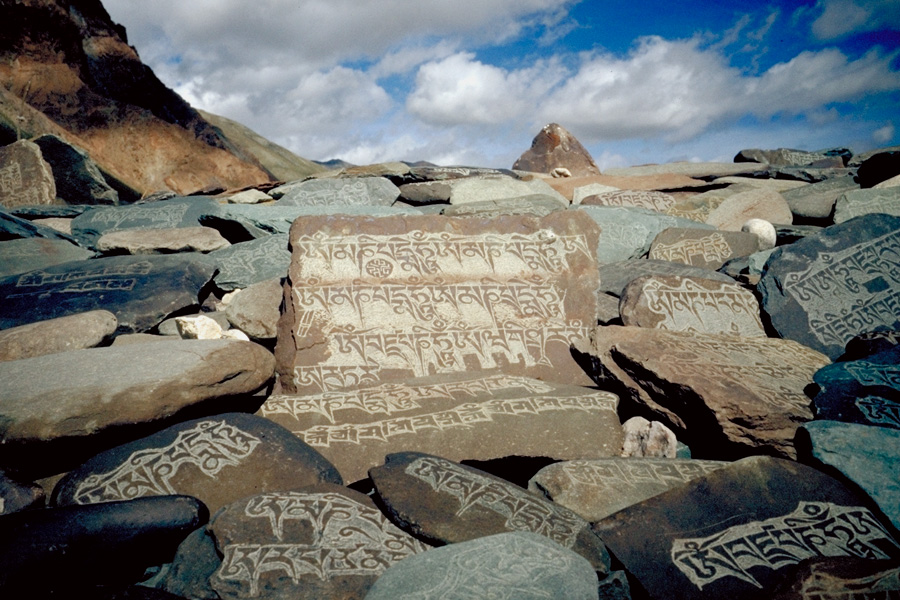
Стіна мані, Занскар.

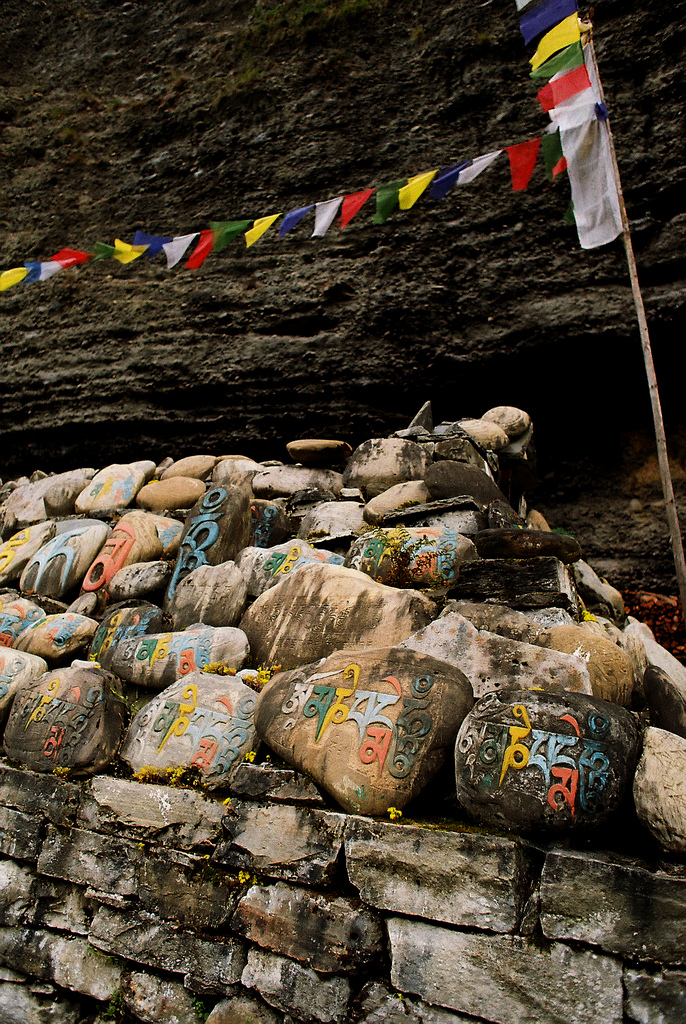
Камені прохачів, Непал.

Камені мані — кам'яні плити, «булижники» або галька з висіченими на них шістьма складами мантри Авалокітешвари (Ом мані падме хум) одній з форм молитви в тибетському буддизмі. Термін «камінь мані» може використовуватися для позначення каменів з будь-якими висіченими на них мантрами або подібним (наприклад, аштамангалою). Камені мані часто навмисно ставлять уздовж узбіч доріг або берегів річок; іноді з них робляться кургани, тури або подібності довгих стін, які вважаються місцем для підношень або мешкання божества. Створення таких каменів у буддизмі вважається однією з благочестивих практик садхана, зайняття якою веде до перетворення на ідама. Камені мані у буддизмі є однією з форм чинтамані.
У традиції тибетського буддизму, висікають і інші мантри.